# Paweł Adamski
Paweł Adamski (Białystok, 21 aprile 1999) è un pattinatore di short track polacco.

## Biografia
Ha iniziato a pratichare lo short track a scuola nel 2008.
Agli europei di Danzica 2023 ha vinto la medaglia di bronzo nella staffetta 5000 metri, gareggiando con i connazionali Łukasz Kuczyński, Michał Niewiński e Diané Sellier.

## Palmarès
- Europei

Danzica 2023: bronzo nella staffetta 5000 m;